# Теллурит кальция
Теллурит кальция — неорганическое соединение,
соль кальция и теллуристой кислоты с формулой CaTeO3,
бесцветные кристаллы,
слабо растворяется в воде.

## Физические свойства
Теллурит кальция образует бесцветные кристаллы нескольких модификаций :
- α-CaTeO3, триклинная сингония, параметры ячейки a = 0,4132 нм, b = 0,6120 нм, c = 1,2836 нм, α = 121,80°, β = 99,72°, γ= 97,26°, существует при температурах до 882°С;
- β-CaTeO3, моноклинная сингония, параметры ячейки a = 2,0577 нм, b = 2,1857 нм, c = 0,4111 нм, β = 96,15°, существует при температурах от 882 до 894°С;
- γ-CaTeO3, гексагональная сингония, параметры ячейки a = 1,4015 нм, c = 0,9783 нм, существует при температурах выше 894°С;

Слабо растворяется в воде.